# Maine Red Claws 2009-2010
La stagione 2009-10 dei Maine Red Claws fu la 1ª nella NBA D-League per la franchigia.
I Maine Red Claws arrivarono quarti nella East Conference con un record di 27-23, non qualificandosi per i play-off.

## Roster
| N° | Naz.                         | Ruolo | Sportivo          | Anno | Alt. | Peso |
| -- | ---------------------------- | ----- | ----------------- | ---- | ---- | ---- |
| 00 | Antigua e Barbuda (bandiera) | AG    | Kurt Looby        | 1984 | 208  | 104  |
| 9  | Stati Uniti (bandiera)       | P     | Chris Lowe        | 1987 | 178  | 77   |
| 10 | Stati Uniti (bandiera)       | P     | Brock Gillespie   | 1982 | 183  | 77   |
| 10 | Stati Uniti (bandiera)       | G     | Terrel Harris     | 1987 | 196  | 102  |
| 10 | Sierra Leone (bandiera)      | P     | Abdulai Jalloh    | 1986 | 188  | 86   |
| 11 | Stati Uniti (bandiera)       | G     | Will Blalock      | 1983 | 183  | 93   |
| 11 | Stati Uniti (bandiera)       | P     | Russell Robinson  | 1986 | 191  | 91   |
| 12 | Stati Uniti (bandiera)       | G     | Billy Thomas      | 1975 | 193  | 94   |
| 13 | Stati Uniti (bandiera)       | P     | Gary Ervin        | 1983 | 182  | 81   |
| 13 | Stati Uniti (bandiera)       | G     | J.R. Giddens      | 1985 | 196  | 98   |
| 13 | Stati Uniti (bandiera)       | G     | Lester Hudson     | 1984 | 191  | 86   |
| 14 | Stati Uniti (bandiera)       | A     | Marcus Landry     | 1985 | 201  | 104  |
| 14 | Stati Uniti (bandiera)       | A     | Bill Walker       | 1987 | 198  | 100  |
| 15 | Stati Uniti (bandiera)       | G     | Tony Bobbitt      | 1979 | 193  | 86   |
| 17 | Stati Uniti (bandiera)       | A     | Darnell Lazare    | 1985 | 203  | 108  |
| 19 | Stati Uniti (bandiera)       | G     | Dominique Coleman | 1984 | 191  | 86   |
| 19 | Stati Uniti (bandiera)       | G     | Mario West        | 1984 | 196  | 95   |
| 21 | Stati Uniti (bandiera)       | G     | Maurice Ager      | 1984 | 196  | 92   |
| 23 | Stati Uniti (bandiera)       | A     | Trey Gilder       | 1985 | 206  | 84   |
| 24 | Stati Uniti (bandiera)       | AP    | Anthony Terrell   | 1981 | 198  | 104  |
| 32 | Stati Uniti (bandiera)       | AP    | Stanley Thomas    | 1980 | 196  | 93   |
| 33 | Stati Uniti (bandiera)       | G     | Morris Almond     | 1985 | 198  | 102  |
| 34 | Stati Uniti (bandiera)       | A     | Noel Felix        | 1981 | 206  | 102  |
| 42 | Stati Uniti (bandiera)       | AG    | T.J. Cummings     | 1981 | 208  | 101  |
| 44 | Francia (bandiera)           | C     | Alexis Ajinça     | 1988 | 213  | 100  |
| 50 | Stati Uniti (bandiera)       | C     | Paul Davis        | 1984 | 211  | 122  |
| 50 | Stati Uniti (bandiera)       | C     | Mike Williams     | 1982 | 211  | 115  |

## Staff tecnico
- Allenatore: Austin Ainge
- Vice-allenatori: Randy Livingston, Mike Procopio
- Preparatore atletico: Benjamin Pringle